# Eleonore Noll-Hasenclever

Eleonore Hasenclever, etwa 1911

Eleonore Noll-Hasenclever (* 4. August 1880 in Duisburg als Eleonore Hasenclever; † 18. August 1925 auf dem Bishorn, einem Berg in den Walliser Alpen, Schweiz) war eine deutsche Bergsteigerin, die als erfolgreichste Alpinistin ihrer Zeit galt.

## Leben

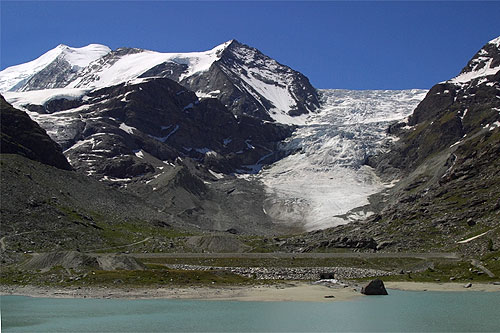
Bishorn mit Turtmanngletscher

Die Tochter eines Brückenbauingenieurs wuchs in Frankfurt am Main auf und fand ihre Begeisterung für die Bergsteigerei in einem Mädchenpensionat in Lausanne. Auf einer Bergtour lernte sie den erfahrenen Bergführer und Erstbesteiger mehrerer Gipfel in den Alpen Alexander Burgener kennen, der mehrere Gipfel in den Alpen erstbestiegen hatte. Mit ihm bestieg sie in der Folgezeit 21 Viertausender, wodurch er ihr die Grundlagen des Alpinismus vermittelte.
Sie war Anfang des 20. Jahrhunderts eine der besten Bergsteigerinnen, ihr Können und ihr Mut waren außergewöhnlich. Sie versetzte die damals noch junge Bergsteiger-Szene in Aufregung, weil sie regelmäßig selbst geübte Kollegen und Bergführer hinter sich ließ und schneller und mutiger durch jede Steilwand stieg. Das war für manche Männer schwer zu ertragen, sie wurde deshalb offen angefeindet und in einem Fall wurden nachts sogar ihre Seile zerschnitten. Trotzdem hat sie ihre alpinistische Karriere erfolgreich fortgesetzt.

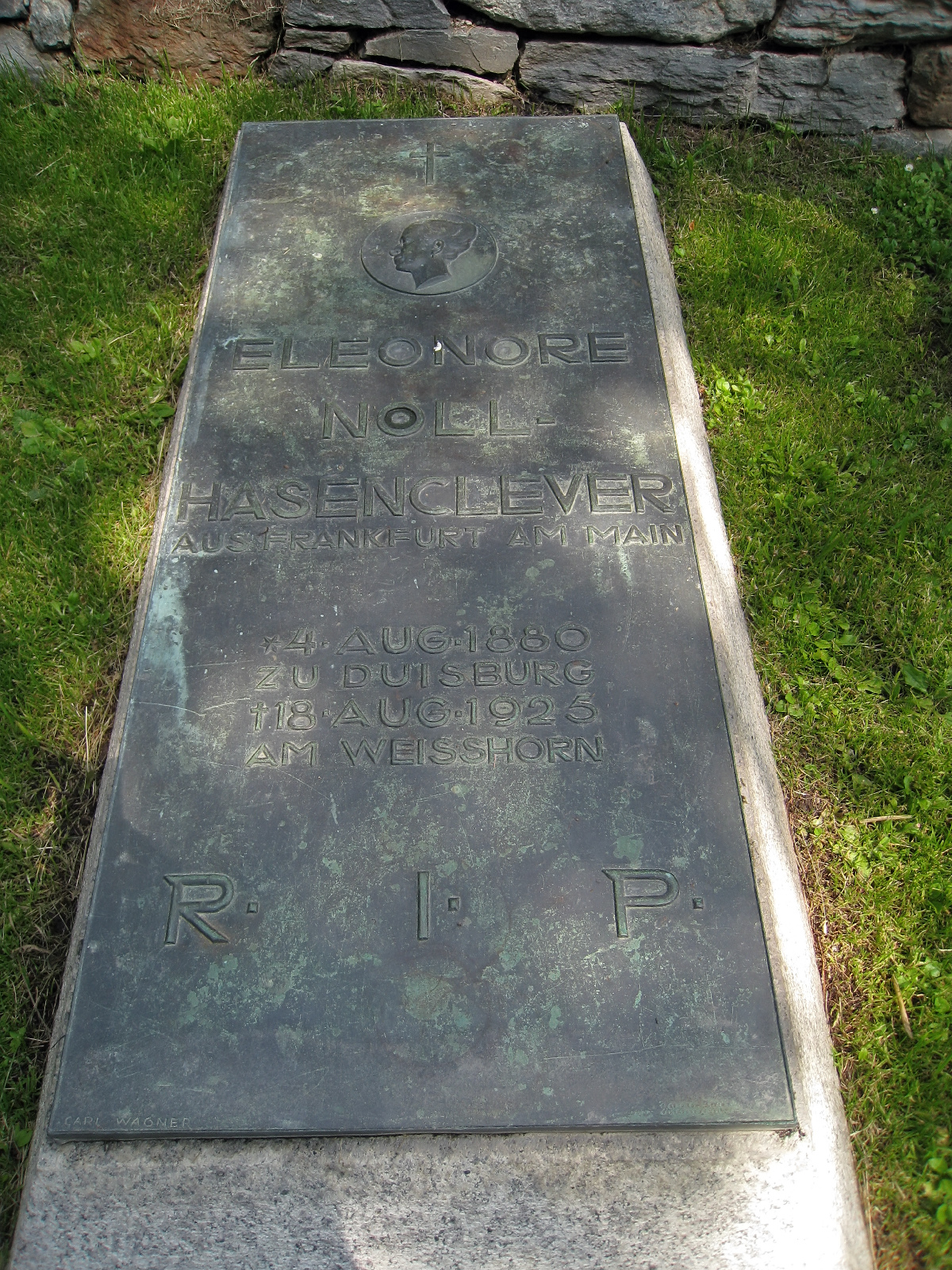
Grab

In den folgenden Jahren bestieg sie acht Mal das Matterhorn sowie mehrere Male den Mont Blanc und die umliegenden Gipfel. 1909 veröffentlichte sie ihre ersten alpinistischen Erfahrungen in dem Buch „Die Besteigung des Dôme de Rochefort über die Aiguille de Rochefort und des Mont Mallet“.
Im Anschluss widmete sie sich dem Besteigen der Gipfel der Österreichischen Alpen und Französischen Alpen wie der Aiguille des Grands Charmoz 1911 und lernte dabei den 17 Jahre älteren Kaufmann Johannes Noll kennen, den sie 1914 heiratete. 1913 veröffentlichte sie mit „In den Saaser Bergen“ ein weiteres Buch über ihre Bergtouren.
In den 1920er Jahren unternahm sie zusammen mit Alfred Horeschowsky und Hans Pfann mehrere schwierige Touren in den Westalpen. 1924 durchkletterte sie erfolgreich die Nordwand des Breithorns. Am 18. August 1925 kam sie in 3800 Metern Höhe beim Abstieg vom Bishorn in den Walliser Alpen ums Leben, als sie von einer Schneelawine verschüttet wurde, aus der ihre Begleiter sie nicht rechtzeitig bergen konnten. Ihr Grab befindet sich auf dem Bergsteigerfriedhof in Zermatt.
1932 erschienen posthum ihre Memoiren unter dem Titel „Den Bergen verfallen“.
Sie war als selbständige Bergführerin tätig und überschritt bis zu ihrem frühen Tod mehr als 150 Mal die Viertausendergrenze.

## Zitate
- „Wenn irgendwo, so lernt man einen Menschen in den Bergen kennen, sei es in den Stunden beschaulicher Freude oder des Glücks, das die Berge geben, sei es im einfachen Durchhalten bis zum Äußersten oder gar im Kampf um Sein oder Nichtsein“[8]
- „Um das Glück, das die Berge ihren Getreuen schenken, ist es ein eigen Ding; es läßt sich nicht erzwingen. Wer aber je dieses Glück empfunden, der ist den Bergen für immer verfallen. Sie machen ihn unendlich reich, und ich glaube, er kann nie wieder ganz arm werden!“[9]